# Vanda brunnea
Vanda brunnea är en orkidéart som beskrevs av Heinrich Gustav Reichenbach. Vanda brunnea ingår i släktet Vanda och familjen orkidéer. Inga underarter finns listade i Catalogue of Life.